# Elio Toaff
Pour les articles homonymes, voir Elio (homonymie) et Toaff.
Elio Toaff, né à Livourne le 30 avril 1915, et mort à Rome le 19 avril 2015 à quelques jours de son 100e anniversaire, est un érudit italien, grand-rabbin de Rome de 1951 à 2001.

## Biographie
Elio Toaff naît à Livourne où son père, Alfredo Sabato Toaff, est lui-même rabbin de 1924 à 1963. Après des études au collège rabbinique de Livourne, il étudie le droit à Pise et choisit, malgré l'opposition de son père, de devenir rabbin. Il est le rabbin en chef d'Ancone de 1941 à 1945. 
L'invasion allemande du nord de l'Italie en 1943 le pousse à participer à la résistance. Après la guerre, il est, de 1946 à 1951, le rabbin en chef de Venise, où il enseigne la langue et la littérature hébraïques à l'université « Ca' Foscari » de Venise. Il est ensuite le grand-rabbin de Rome de 1951 à 2001,.
Il entretient des rapports amicaux avec Jean-Paul II, qu'il accueille le 13 avril 1986 dans la Grande synagogue de Rome, lors de la première visite du pape dans une synagogue, et est l'une des deux personnes vivantes nommées dans le testament de ce dernier, l'autre étant Stanisław Dziwisz.
En 1987 il publie son autobiographie Perfidi giudei, fratelli maggiori (Mondadori, Milan).
Le 8 octobre 2001, à la fin de la prière Hoshanna Rabba, il annonce sa démission « pour laisser la place aux jeunes ». Riccardo Di Segni lui succède en janvier 2002.
Selon Michael Ledeen, Elio Toaff est « dans son personnage public, un homme modeste, sans prétention, attentif à cultiver de bonnes relations de travail avec la classe politique romaine et le Vatican ; à titre privé, il est la cheville ouvrière du mouvement juif officieux et le gourou de la nouvelle génération de Juifs romains. Au fil du temps, il a transféré l'école juive de l'autre côté du Tibre, dans la zone du vieux ghetto, recruté de jeunes professeurs et incorporé des thématiques extérieures dans la vieille tradition juive romaine ».
Elio Toaff est le père de l'historien Ariel Toaff et le frère de l'écrivain et médecin Renzo Toaff.

## Œuvres
- Perfidi giudei, fratelli maggiori autobiografico, Milan : Mondadori, 1987
- Essere ebreo, entrevue de Alain Elkann, Bompiani, 1994
- Il Messia e gli ebrei, avec Alain Elkann, Bompiani, 1998

## Voir
- Les Bené Roma
- Les Juifs de Livourne
- Histoire des Juifs à Ancône